# Master Keaton
Master Keaton (MASTERキートン?, Masutā Kīton), è un manga giapponese creato da Hokusei Katsushika e Naoki Urasawa. Serializzato in Big Comic Original dal 1988 al 1994 per un totale di 18 volumi divisi in 144 capitoli. 
Dalla serie è stato tratto un anime televisivo di 24 episodi andato in onda dal 1998 al 1999 in Giappone su Nippon Television. Successivamente, nel 2004 è stato realizzato un sequel in 15 episodi in formato OAV. 
Dato che il manga è stato pubblicato anche negli Stati Uniti, l'anime è stato esportato in formato DVD con doppio sonoro nel Nord America.
Nel 2012 viene annunciato una nuova serie con protagonista Hiraga Keaton, chiamata Master Keaton Remaster.

## Trama
La storia racconta di una persona apparentemente ordinaria, senza nessuna caratteristica particolare, il tipico salaryman giapponese sui 30 anni, che in realtà è un esperto veterano di guerra. Infatti il protagonista Taichi Hiraga-Keaton (平賀＝キートン・太一?, Hiraga-Kīton Taichi), figlio di uno zoologo giapponese e di una donna inglese, dopo aver studiato archeologia all'università di Oxford è entrato a far parte del corpo speciale britannico SAS. La storia cambia notevolmente nella trasposizione in anime. Mentre nel manga la narrazione si concentra sul suo sogno di archeologo, la versione animata si compone di una serie di avventure scollegate.

## Personaggi
Ecco una lista dei protagonisti dell'anime che si differenziano da quelli presenti nel manga.
- Taichi Hiraga-Keaton: Norihiro Inoue
- Taihei Hiraga: Ichirō Nagai
- Yuriko Hiraga: Houko Kuwashima
- Charlie Chapman: Masashi Sugawara
- Daniel O'Connell: Shinpachi Tsuji
- Hudson:
- Narratore: Keaton Yamada

## Sigle
Sigla iniziale di Kuniaki Haishima
Sigle finali:
- "eternal wind" - cantata da BLÜE (Episodi 1-24)
- "A Sigh" (ため息?, Tameiki) - cantata da KneuKid Romance (Episodio 25)
- "From Beginning" - musica di Kuniaki Haishima (Episodi 26-39)

## Accoglienza
Nel sondaggio Manga Sōsenkyo 2021 indetto da TV Asahi, 150 000 persone hanno votato la loro top 100 delle serie manga e Master Keaton si è classificata al 49º posto.